# バーニス・ペトキア
バーニス・ペトキア（Bernice Petkere、1901年8月11日 - 2000年1月7日）は、アメリカ合衆国のソングライター。アーヴィング・バーリンから「ティンパンアレーの女王」と呼ばれた。

## 来歴
イリノイ州シカゴ生まれ。子ども時代にボードヴィルに出演。
最初に出版した曲は"Starlight (Help Me Find The One I Love)" (1931)。ビング・クロスビーにより歌唱されている。
ASCAPやアメリカ作家ギルド（Writers Guild of America）の会員だった。
彼女の曲は、カート·エリング、トニー·ベネット、ドリス·デイ、ペギー·リー、ナンシー·ウィルソン、エラ·フィッツジェラルド、クイーン·ラティファ、ヴィックダモン、ベティ·カーター、ハリー"スイーツ"エジソンとエディ"ロックジョウ"デイヴィス、ハリー·ベラフォンテ、ベンチャーズ、ケイト·スミスなどにカバーされている。
2000年、ロサンゼルスで98歳にて死去。

## 代表曲
- "Starlight (Help Me Find The One I Love)" (1931)
- CBSラジオのテーマ曲
- "Lullaby of the Leaves"
- "The Lady I Love"
- "Close Your Eyes"（1933）：Ruth Etting (1933)、Al Bowlly (1933)、Comedian Harmonists (1934年、ドイツ語バージョン"Komm im Traum"として)、Johnny Bode (1934年、スウェーデン語バージョン) 、Harry Belafonte (1949)、Tony Bennett (1954)、Humphrey Lyttelton (1956)、Ella Fitzgerald (1957)、Oscar Peterson (1959)、Vic Damone (1962)、Doris Day - Duet (1962)、Peggy Lee (1963)、Nancy Wilson (1964)、Kurt Elling (1995)、Liza Minnelli (1996)、Betty Carter (1996)、Stacey Kent (1997)、Don Tiki (1997)、Queen Latifah (2004)、Terez Montcalm (2007)、Nellie McKay (2009)、ケニー・バレル、ミルト・ジャクソン、アート・ブレイキーなどが演奏した。エラ・フィッツジェラルドのバージョンについて、三島由紀夫の短編『月』の中に記述がある。
- "My River Home"
- "By a Rippling Stream"
- "Stay Out of My Dreams"
- "A Mile a Minute"
- "It's All So New to Me"・・・・・Joan CrawfordのMGM映画『The Ice Follies of 1939』(1939)主題歌。

## 参照
1. ↑  Reuters Obituary, January 12, 2000
2. ↑  AllMovies.com
3. ↑  Internet Movie Database